# دیوید بیگاس
دیوید بیگاس (انگلیسی: David Bigas؛ زادهٔ ۱۹ ژوئن ۱۹۹۴) بازیکن فوتبال اهل اسپانیا است.
از باشگاه‌هایی که در آن بازی کرده‌است می‌توان به باشگاه فوتبال ژیرونا اشاره کرد.